# NCIS: Tony & Ziva
NCIS: Tony & Ziva será una serie de televisión de la plataforma estadounidense Paramount+, spin-off de NCIS. Estará protagonizada por Michael Weatherly y Cote de Pablo, quiénes interpretan a los ex agentes especiales Antony «Tony» DiNozzo y Ziva David, respectivamente. Se estrenará el 4 de septiembre de 2025.
El spin-off reunirá a dos de los personajes, y se centrará en los sucesos que desencadenaron la historia de ambos, en Europa. Weatherly fue parte del cast original de NCIS, hasta su salida en 2013. Regresó en 2024 para el episodio especial de homenaje a David McCallum, quién dio vida por 20 temporadas al Dr. Mallard. De Pablo, en cambio, estuvo acreditada como regular entre las temporadas 3 y 11, y participó como invitada especial en las temporadas 16 y 17.
Será la sexta serie derivada dentro del universo NCIS —estilizado como NCIS verse—, siendo la primera en hacerlo exclusivamente para una plataforma de streaming. A mediados de abril de 2025 se confirmó que la serie saldrá al aire a finales de 2025, tras el estreno de NCIS: Origins.
El showrunner de NCIS: Tony & Ziva comentó que se trata de «una historia de amor poco convencional». Weatherly y de Pablo también participarán como productores ejeuctivos de la serie, la cual «llevan varios años ideando», y comenzará explicando y retomando los motivos de partida de los personajes en la serie original.
A mediados de mayo se estrenó el primer podcast oficial del universo NCIS, Off Duty: An NCIS Rewatch, en Spotify, que recapitula los mejores episodios de la serie con comentarios de los actores, protagonizado por Cote y Michael.

## Argumento

### Contexto
La serie estará centrada en la historia de los exagentes de NCIS, en la actualidad, en Europa. Contará una historia de persecución y huida, en la que también será protagonista Tali, hija de ambos. Tali fue introducida en el universo NCIS en el final de la decimotercera temporada, «Family First» —emitido en mayo de 2016—, que significó el fin de la participación del personaje de DiNozzo. Durante la trama, DiNozzo es advertido que él y Ziva tienen una hija en común, la cual lo necesita, ya que quedó en París sin su madre, presumiblemente fallecida.
Temporadas más tarde, durante el final de la decimosexta, Ziva retorna a NCIS en una serie de episodios, revelando que había sobrevido y que tanto Tony como Tali estaban bien, en Francia.
Ziva completa una última misión con NCIS y luego se reúne con Tony y su hija, Tali, en París. En la actualidad, sin embargo, el conflicto surge cuando la empresa de seguridad privada de «Tony» es atacada, lo que lleva a él y a Ziva a huir por Europa.

## Producción
Luego de meses de especulaciones, en febrero de 2024 se dio el regreso especial de Michael Weatherly a NCIS, para el segundo episodio de la vigésimo primera temporada, «The Stories We Leave Behind», que homanajea a David McCallum tras su fallecimiento en septiembre de 2023. Días después, las cuentas oficiales de la producción de la CBS anunciarion oficialmente el desarrollo de la sexta entrega de la franquicia.
En primera medida la productora no reveló el nombre de la serie. Los medios y los fanáticos especularon con el nombre: NCIS: Europe, NCIS: Tiva —por el acrónimo de los nombres, Tony y Ziva— y NCIS: Trust No One, entre otros. Finalmente se confirmó oficialmente que el spin-off se titula Tony & Ziva.

### Rodaje
El rodaje de la serie comenzó en julio de 2024 en Budapest, Hungría. Durante el comienzo de la producción también se revelaron detalles de la serie: la entrega, de 10 episodios, contará con las participaciones de Isla Gie, como «Tali», hija de los agentes; Amita Suman, Maximilian Osinski, Nassima Benchicou, Julian Ovenden, Terence Maynard, Lara Rossi y James D’Arcy.
A mediados de febrero de 2025 Weatherly publicó en la red social X que el rodaje de la «primera temporada» de NCIS: Tony & Ziva finalizó. La producción incluyó escenas en Budapest, las Islas Canarias, París, Francia.

## Reparto
El cast fue revelado en julio de 2024 junto al inicio del rodaje.
- Michael Weatherly como Antony «Tony» DiNozzo, exagente especial sénior de NCIS.
- Cote de Pablo como Ziva David, exagente especial de NCIS y exagente oficial del Mossad.
- Isla Gie como Tali DiNozzo David, hija de 12 años de los exagentes.
- Amita Suman como Claudette, directora técnica de una empresa de seguridad privada.
- Maximilian Osinski como Boris, un expatriado ruso y hacker.
- Nassima Benchicou como Martine, una exagente de inteligencia francesa.
- Julian Ovenden como Jonah, Secretario general de Interpol y ex programador de la NSA.
- Terence Maynard como Dr. Lang, terapeuta.
- Lara Rossi como Sophie, la cuidadora de Tali.
- James D'Arcy como Henry, oficial de Interpol.